# Sancha de Aragón
Sancha de Aragón (nacida hacia 1045 y fallecida entre el 5 de abril y el 16 de agosto de 1097), habitualmente llamada «condesa doña Sancha», fue hija de Ramiro I de Aragón, dirigió el monasterio de Siresa y llegó a regir el obispado de Pamplona. Desempeñó una intensa actividad al servicio de las políticas de su hermano el rey Sancho Ramírez.

## Biografía
Casó en 1063 con el conde Ermengol III de Urgel, tenente de Barbastro tras la conquista de esta ciudad debida a la cruzada predicada por el papa Alejandro II. El esposo de Sancha murió en abril de 1065 defendiendo la contraofensiva promovida por el rey Al-Muqtadir de la taifa de Zaragoza para recuperar dicha urbe. Este matrimonio continuaba el interés de los reyes de Aragón por acercarse al condado de Urgel, pues Ermengol III ya había sido aliado de Ramiro I de Aragón cuando juntos ocuparon en 1050 Camarasa y Cubells ganándoselas a Yusuf de Lérida.
Viuda a los veinte años, adoptó el título condal de su difunto esposo en lo sucesivo y se dedicó a apoyar la política regia de su hermano.
Posiblemente se ocuparía también de la educación del futuro Pedro I de Aragón, nacido del enlace de Sancho Ramírez con Isabel de Urgel hacia 1068, año en que fue seguramente repudiada por el monarca aragonés, lo que dejó al jovencísimo infante Pedro sin la presencia materna.
Protegió, dirigió y administró el monasterio femenino de Santa Cruz de la Serós, aunque nada prueba que fuera monja profesa de dicha abadía.
Hacia 1071, tras contraer su hermano segundas nupcias con Felicia de Roucy, comenzó a ocupar tenencias del rey. Así, se documenta como tenente en San Úrbez (desde 1074), Santa Cruz de la Serós (1074-1094), Atarés (1083) y San Pedro de Siresa (1082-fines de 1095); y es habitual su presencia en la toda la documentación al lado de su hermano, así como lo será durante el reinado de su sobrino Pedro I.
Un hecho extraordinario, y ajeno a toda ley canónica, es que se ocupara de regir la diócesis de Pamplona entre 1082 y 1083, desplazando a su otro hermano García. En un diploma de 1082 aparece in sede episcopale Iruniensis cometissa domna Sancia in conmendatione. Posiblemente esta situación se debió a que Sancho Ramírez promovía la sustitución del rito mozárabe o hispánico por el romano a instancias del papa —a quien prestaba vasallaje desde que en 1068 viajara a Roma—, con el decidido apoyo de la condesa Sancha, pero su hermano García, obispo de Aragón y Pamplona, mostraba gran resistencia a adoptar las disposiciones papales.
También es insólito que dirigiera desde 1082 hasta su muerte un monasterio de regla masculina, el de San Pedro de Siresa, que era un centro político y cultural regio de primer orden.
Sobrevivió a la muerte en 1094 de su hermano el rey Sancho Ramírez e hizo testamento en 1095, donde declara haber cumplido siempre con fidelidad lo que aquel le ordenó.

## Sepulcro

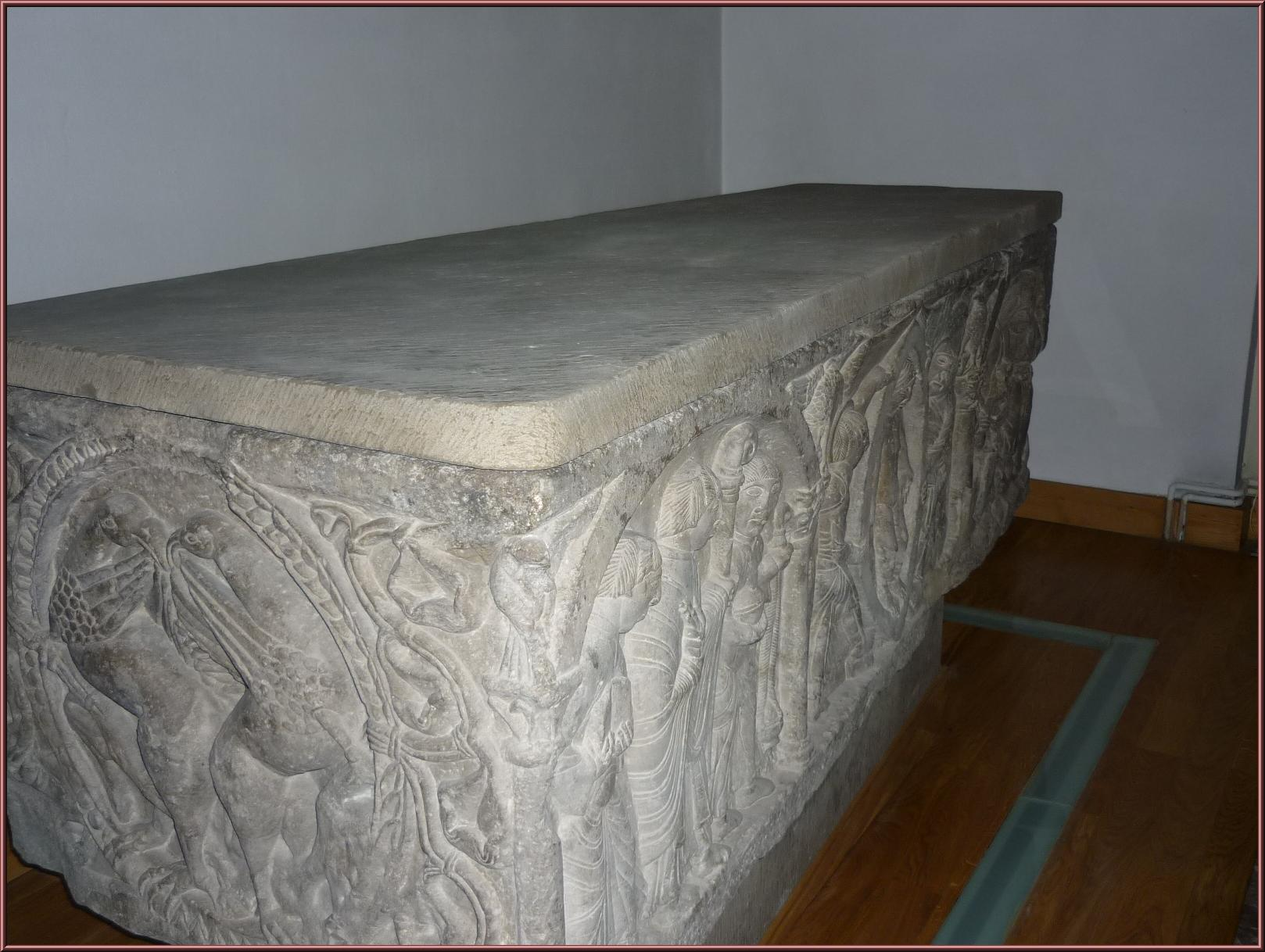
Sarcófago de Doña Sancha de Aragón.

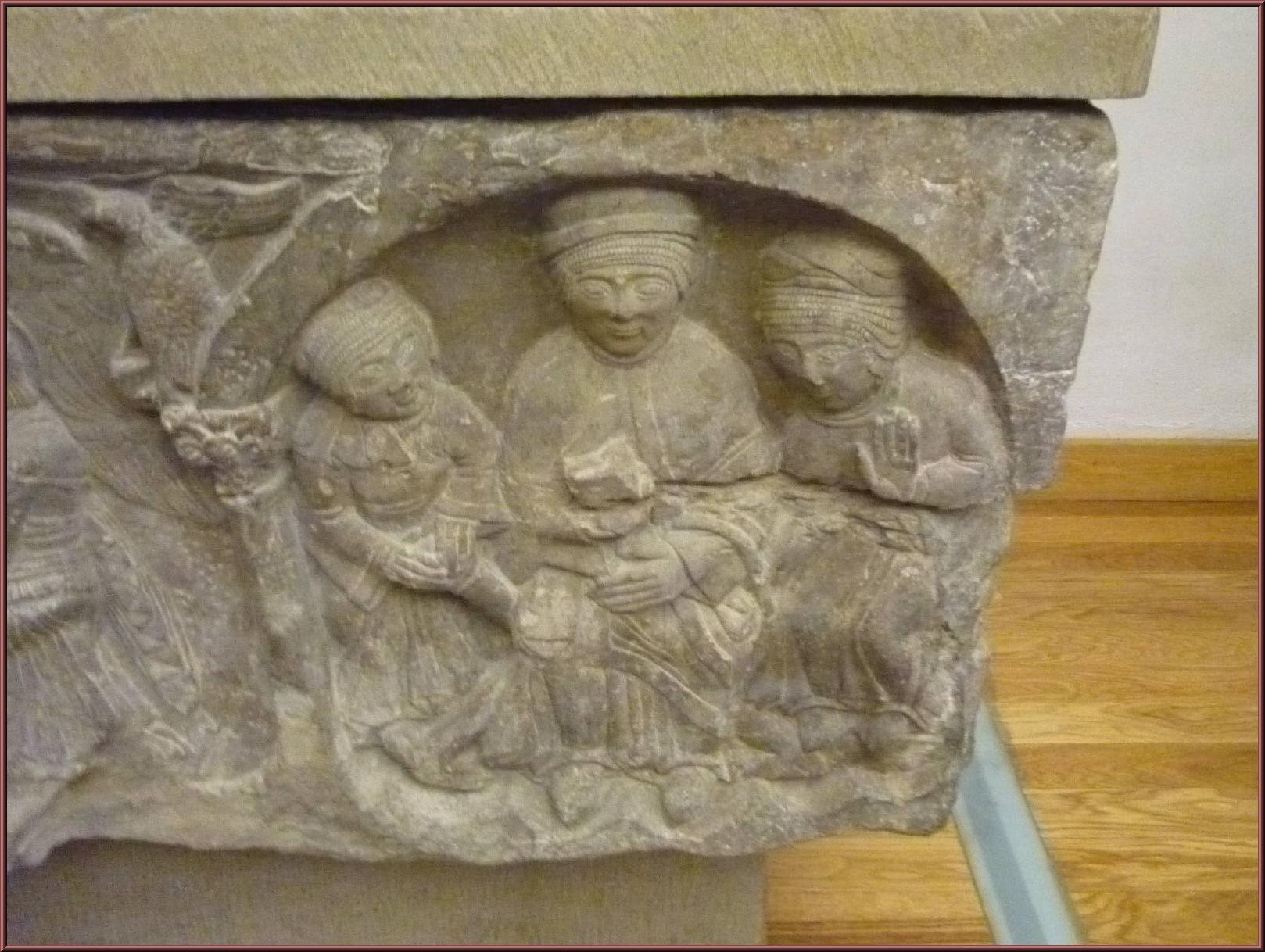
Detalle del sarcófago: Doña Sancha de Aragón flanqueada por sus hermanas Urraca y Teresa.

Es posible que fuera Doña Sancha misma quien ordenara la realización de su sepulcro, decorado con una imagen de una mujer sentada en una silla de tijera que siempre simbolizaba en esta época a una sede regia o de gran prelado, por lo que es bastante probable que se represente a ella misma. Se trata del mejor de los sarcófagos aragoneses del románico. Actualmente se conserva en el Real Monasterio de las Benedictinas de Jaca, donde se desplazó la comunidad monacal que había estado en Santa Cruz de la Serós.
Es el mejor sepulcro del románico pleno que se ha conservado en la península ibérica. Se trata de un bloque pétreo de dos metros 
de largo, esculpido en sus cuatro caras y vaciado en su interior. En la cabecera presenta dos grifos enfrentados y  en los pies el 
crismón trinitario. En la parte de atrás del sarcófago aparecen unas escenas de caballerías talladas posteriormente por un artista 
de menor calidad.
Una investigación coordinada por la Universidad de Zaragoza en 2011 determinó que en el sepulcro había restos de 9 personas. Como en el estudio se accedió a otros sepulcros reales de Aragón, comparando el ADN de unos y otros restos, particularmente con los de Ramiro I. se puede determinar con alta seguridad que en el sarcófago reposaban los restos de doña Sancha, sus hermanas Urraca y Teresa (que aparecen en la decoración) y los de la abuela de todas ellas y madre de Ramiro I, Sancha de Aibar, todo un hallazgo porque se desconocía donde podía haber sido inhumada.